# Jean Pisani-Ferry
Jean Pisani-Ferry (França, 1951) és un economista i expert en polítiques públiques francès. És membre dels think tanks Bruegel a Brussel·les i del Peterson Institute for International Economics de Washington, D.C. També és professor sènior d'economia i gestió pública a la Hertie School of Governance de Berlín i professor a l'Institut Universitari Europeu, prop de Florència.
Va exercir com a comissari general de planificació política sota el primer ministre Manuel Valls.
Abans d'aquest nomenament, va ser director de Bruegel, el think tank econòmic amb seu a Brussel·les, que havia cofundat a principis dels anys 2000 juntament amb Nicolas Véron. També va ser professor d'economia a la Université Paris-Dauphine. Des del 2010, ha escrit columnes mensuals per a l'organització internacional de mitjans Project Syndicate.